# Жорж Санд
Жорж Санд (на френски: George Sand) е литературният псевдоним на френската писателка Амандин Аврора Люсил Дюпен (Amandine Aurore Lucile Dupin), по мъж баронеса Дюдеван. Автор е на многобройни романи, разкази, повести, пиеси и журналистически текстове. Нейният първи роман, Rose et Blanche, е публикуван през 1831 г. Тя не само приема мъжки псевдоним, но и започва да се появява в обществото с мъжки дрехи.
Нейното творчество оказва влияние върху имена в световната литература като Достоевски, Лев Толстой, Гюстав Флобер и Марсел Пруст. Санд оставя след себе си многобройни романи, разкази, повести, пиеси и журналистически текстове, но най-голяма популярност ѝ носят провинциалните романи като „Малката Фадет“.

## Живот
Родена е на 1 юли 1804 г. в Париж, Франция. Баща й е незаконен праправнук на полския крал Август II, а майка й е обикновена жена от народа.
Баща й почива при инцидент, когато тя е съвсем малка. По-голямата част от детството си прекарва при баба си Мари-Аврора дьо Сакс в имението Ноан, провинция Бери. На 14 години е дадена за обучение в манастир и на 18 отново се връща в имението, което през почти целия й живот си остава нейна сигурна опора и крепост.
През 1822 г. тя се омъжва, въпреки волята на майка си, за лейтенант Казимир Дюдеван, който е извънбрачен син на барон. Раждат им се две деца: Морис (1823 – 1889) и Соландж (* 1828).
Умира в Ноан на 8 юни 1876 г.
- Жорж Санд през 1835 г.
- Жорж Санд през 1838 г., фрагмент от двойния портрет, нарисуван на писателката и на Шопен от Йожен Дьолакроа